# Ганна Джон-Кеймен
Ганна Домініка Е. Джон-Кеймен (англ. Hannah John-Kamen; нар. 7 вересня 1989, Анлабі, Східний Йоркширський Райдінг, Велика Британія) — англійська акторка, найбільш відома ролями Датч в Кіллджойс, Орнели в Гра престолів, Ф'Нали Зандор в Першому гравцю приготуватися і Ейви Стар в Кіновсесвіті Marvel.

## Життєпис
Народилася в Анлабі, Велика Британія, в родині ніґерійського судового психолога та колишньої норвезької фотомоделі. Початкову освіту здобувала у школі в Кірк-Елі, а середню у вищій школі в Халла. Після закінчення школи Джон-Кеймен навчалася в Національному молодіжному театрі, що в Лондоні. У 2012 році закінчила Центральну школу сценічної мови та драматичного мистецтва.

## Кар'єра
Джон-Кеймен розпочала свою кар'єру у 2011 році з озвучення відеогри Dark Souls. Згодом вона отримала ролі в серіалах Покидьки, Чорне дзеркало, Вайтчепел, Синдикат, Опівнічний звір та Година.
У 2012 році Джон-Кеймен отримала головну роль Віви в «Viva Forever!» — мюзиклі Вест-Енду, що заснований на піснях поп-гурту Spice Girls. Прем'єра «Viva Forever!», авторками якої є Дженніфер Сондерс і Джуді Креймер, відбулася 11 грудня 2012 року в Театрі Пікаділлі. Хоча критика оцінила мюзикл в основному негативно, англійський таблоїд Daily Mirror похвалив виступ Джон-Кеймен:
«Шкода, що увесь талановитий акторський склад, особливо Джон-Кеймен у ролі Віви, підвели банальний сюжет та важкі діалоги».
Через негативні оцінки шоу було закрито 29 червня 2013 року.
2015 рік приніс Джон-Кеймен головну роль в серіалі Кіллджойс. У 2016 році Джон-Кеймен запросили як гостьову зірку до серіалу Гра престолів від HBO. Того ж року вона епізодно з'являлася в серіалах Тунель та Чорне дзеркало. У 2018 році Джон-Кеймен зіграла роль Ф'Нали Зандор у фільмі Першому гравцю приготуватися. Коментуючи цю роль, оглядачка Крістен Тауер в журналі WWD написала: «Хоча більша частина кінострічки Першому гравцю приготуватися відбувається у світі віртуальної реальності, персонажка Джон-Кеймен унікальна тим, що вона вкорінена в реальність протягом усього фільму». У тому ж 2018 році Кеймен зіграла Ейву Стар в супергеройському фільмі Людина-мураха та Оса.

## Особисте життя
Джон-Кеймен грає на фортепіано й займається балетом, кабаре, джазовим танцем, сальсою та чечіткою.

## Фільмографія

### Фільми
| Рік  | Назва українською                        | Назва мовою оригіналу                  | Роль                  |
| ---- | ---------------------------------------- | -------------------------------------- | --------------------- |
| 2015 | Зоряні війни: Пробудження Сили           | Star Wars: The Force Awakens           | офіцер Першого Ордену |
| 2018 | Розкрадачка гробниць: Лара Крофт         | Tomb Raider                            | Софі                  |
| 2018 | Першому гравцю приготуватися             | Ready Player One                       | Ф'Нале Зандор         |
| 2018 | Людина-мураха та Оса                     | Ant-Man and the Wasp                   | Ейва Старр            |
| 2021 | Спецслужба: Сигнал тривоги               | SAS: Red Notice                        | доктор Софі Гарт      |
| 2021 | Оселя зла: Ласкаво просимо у Раккун-Сіті | Resident Evil: Welcome to Raccoon City | Джилл Валентайн       |
| 2023 | Непрохані                                | Unwelcome                              | Майя                  |
| 2025 | Громовержці                              | Thunderbolts*                          | Ейва Старр            |
| 2026 | Месники: Судний день                     | Avengers: Doomsday                     | Ейва Старр            |

### Телебачення
| Рік       | Назва українською             | Оригінальна назва                   | Роль                        | Примітки                                      |
| --------- | ----------------------------- | ----------------------------------- | --------------------------- | --------------------------------------------- |
| 2011      | Покидьки                      | Misfits                             | Карлі                       | Епізод #3.6                                   |
| 2011      | Чорне дзеркало                | Black Mirror                        | Сельма                      | Епізод «П'ятнадцять мільйонів нагород»        |
| 2012      | Уайтчепел                     | Whitechapel                         | Роксі                       | 2 епізода                                     |
| 2012      | Синдикат                      | The Syndicate                       | Продавчиня                  | Епізод #1.2                                   |
| 2012      | Опівнічний звір               | The Midnight Beast                  | Розношувачка піци           | Епізод: «Хтось на ім'я Сем»                   |
| 2012      | Година                        | The Hour                            | Роза Марія Ромірез          | 4 епізода                                     |
| 2014      | Злочин у раю                  | Death in Paradise                   | Ясмін Блейк                 | Сезон 3; Епізод 6                             |
| 2014      | Щаслива долина                | Happy Valley                        | Джастін                     |                                               |
| 2015      | Огірок                        | Cucumber                            | Вайлет                      |                                               |
| 2015      | Ковчег                        | The Ark                             | Нахлаб                      | Телефільм                                     |
| 2015      | Банан                         | Banana                              | Вайлет                      |                                               |
| 2015–2019 | Кіллджойс                     | Killjoys                            | Датч / Аніла Кін Ріт        | Головна роль                                  |
| 2016      | Тунель                        | The Tunnel: Sabotage                | Роза Персвейд               |                                               |
| 2016      | Гра престолів                 | Game of Thrones                     | Орнела                      | Епізоди: «Клятвопорушник», «Книга Невідомого» |
| 2016      | Чорне дзеркало                | Black Mirror                        | Соня                        | Епізод «Бета-тест»                            |
| 2019      | Темний кристал: Доба спротиву | The Dark Crystal: Age of Resistance | Ная (озвучка)               |                                               |
| 2020      | Незнайомка                    | The Stranger                        | Незнайомка                  | Головна роль; 8 епізодів                      |
| 2020      | Прекрасний новий світ         | Brave New World                     | Вільгельміна «Гельм» Вотсон | Головна роль; 9 епізодів                      |

### Театр
| Рік  | Назва українською | Назва мовою оригіналу | Роль | Театр           | Примітки                           |
| ---- | ----------------- | --------------------- | ---- | --------------- | ---------------------------------- |
| 2012 | Віва назавжди!    | Viva Forever!         | Віва | Театр Пікаділлі | З 11 грудня 2012 по 29 червня 2013 |

### Відеоігри
| Рік  | Назва         | Роль         | Примітки    |
| ---- | ------------- | ------------ | ----------- |
| 2011 | Dark Souls    | Сіаран       | озвучування |
| 2014 | Dark Souls II | Міла Шалкуар | озвучування |

### Музичні відео
| Рік  | Виконавець            | Назва                        |
| ---- | --------------------- | ---------------------------- |
| 2015 | The Chemical Brothers | Sometimes I Feel So Deserted |
| 2019 | Sun Silva             | Just the Romantic            |